# Національна тристороння соціально-економічна рада
Національна тристороння соціально-економічна рада — постійно діючий орган, що утворюється Президентом України для ведення соціального діалогу. Національна рада складається з рівної кількості повноважних представників сторін соціального діалогу національного рівня. До ради входять 60 членів — 20 членів профспілкової сторони, 20 членів сторони роботодавців та 20 членів сторони органів виконавчої влади.
Була створена на виконання вимог Закону України «Про соціальний діалог в Україні». Діє відповідно до Указу Президента України від 2 квітня 2011 року № 347/2011 «Про Національну тристоронню соціально-економічну раду».
Адреса офісу Національної тристоронньої соціально-економічної ради: 01133 м. Київ, бульвар Л.Українки, 26, офіс 331

## Склад
Національна тристороння соціально-економічна рада (далі — Національна рада) складається з наступних сторін:
- представників Кабінету Міністрів України;
- всеукраїнських професійних спілок та їх об'єднань;
- всеукраїнських об'єднань організацій роботодавців.

Очолюють Національну раду Голова та три співголови, які одночасно є координаторами сторін.

## Структура
У структурі Національної ради утворено, із рівної кількості членів сторін, чотири постійні комісії:
- із законотворчої діяльності та мінімальних державних соціальних стандартів;
- з інформаційно-методичної роботи та зв'язків інституціями соціального діалогу всіх рівнів;
- з дотримання норм і принципів соціального діалогу;
- з питань конкурентоздатності вітчизняної економіки.

## Історія створення
Національна рада вперше була утворена за пропозицією всеукраїнських профспілок, об'єднань роботодавців та Кабінету Міністрів України, як консультативно-дорадчий орган при Президентові України з представників Кабінету Міністрів України, всеукраїнських професійних спілок та їх об'єднань, всеукраїнських об'єднань організацій роботодавців відповідно до Закону України «Про соціальний діалог в Україні» та Указу Президента України від 2 квітня 2011 року № 347/2011 «Про Національну тристоронню соціально-економічну раду».
До основних завдань Національної ради належать:
1) вироблення консолідованої позиції сторін соціального діалогу щодо стратегії еконо-мічного і соціального розвитку України та шляхів вирішення існуючих проблем у цій сфері;
2) підготовка та надання узгоджених рекомендацій і пропозицій Президентові України, Верховній Раді України та Кабінету Міністрів України з питань формування і реалізації державної економічної та соціальної політики, регулювання трудових, економічних, соціальних відносин.

## Діяльність
18 лютого 2014 року відбулося засідання Національної ради, на якому були прийняті ряд рішень про стан реформування оплати праці, про удосконалення законодавчої бази з призначення та фінансування пільгових пенсій, а також про нову модель вирішення трудових спорів в Україні.
Національна рада активно співпрацює з Федерацію роботодавців України. 17 червня 2014 року, Федерація роботодавців України та Федерація професійних спілок України уклали Меморандум щодо збереження трудового потенціалу та забезпечення стабільної роботи підприємств. Спільною метою роботодавців і профспілок, яка закріплена в Меморандумі, є запобігання ризикам масових вивільнень працівників на підприємствах усіх форм власності, збереження трудового потенціалу, рівня заробітної плати та інших соціальних гарантій для працівників і членів їх сімей. Для цього обидві сторони повинні отримати підтримку з боку держави. Свої пропозиції з цього приводу роботодавці й профспілки вже підготували на розгляд Кабінету Міністрів України. Серед них — пільгові умови оподаткування, пріоритет у тендерах та розрахунках по держзамовленням, а також надання дотацій для підприємств, установ, організацій, які забезпечують збереження штатної чисельності працівників під час економічної кризи.

## Голови
За період з дня утворення Національної тристоронньої соціально-економічної ради, посаду Голови Національної ради обіймали:
- Фірташ Дмитро Васильович, з 17 лютого 2012 року[5].
- Кулик Юрій Миколайович, з 18 травня 2013 року[6].
- Денісова Людмила Леонтіївна, з 3 липня 2014 року[7].
- Розенко Павло Валерійович, з 17 лютого 2015 року[8].
- Кінах Анатолій Кирилович, з 22 серпня 2021 року[9].

## Співголови
Станом на 2021 рік, співголовами Національної тристоронньої соціально-економічної ради були:
- Петрашко Ігор Ростиславович — співголова Національної тристоронньої соціально-економічної ради від сторони органів виконавчої влади;
- Кінах Анатолій Кирилович — Голова Партії промисловців і підприємців України, президент Українського союзу промисловців і підприємців, Співголова Національної тристоронньої соціально-економічної ради від всеукраїнських об'єднань організацій роботодавців;
- Осовий Григорій Васильович — Голова Федерації профспілок України, в.о. Голови Національної ради, в.о. Співголови Національної тристоронньої соціально-економічної ради від профспілкової сторони.